# Brackwede
Brackwede is een stadsdeel aan de zuidwestkant van de Duitse stad Bielefeld, Noordrijn-Westfalen. Het stadsdeel had op 30 juni 2016 bijna 40.000 inwoners.
Brackwede ligt slechts 13 km ten noordoosten van Gütersloh en 3 km ten zuidwesten van het centrum van Bielefeld. Brackwede wordt van Bielefeld-centrum en het aangrenzende Gadderbaum gescheiden door de smalle, 200 meter hoogteverschil vertonende, bergrug van het Teutoburger Woud.
Tot en met 1972 was Brackwede een zelfstandige plaats (met vanaf 1955 zelfs stadsrecht) voordat het op 1 januari 1973 een stadsdeel werd van Bielefeld.
In Brackwede staat een monumentale kerk, de Bartolomeüskerk. De kerk werd gebouwd in 1216. Na een grote brand in 1990 is de kerk in 1994 herbouwd. De kerk is in gebruik bij de evangelisch - lutherse gemeente.
Brackwede ontwikkelde zich vanaf ca. 1850 van een boerendorp tot een plaats met, vooral na 1950, een breed scala van industriële en handelsondernemingen.

## Politiek
De stadsdeelburgemeester is sinds 2014 Regina Kopp-Herr van de SPD. De stadsdeelraad bestaat uit leden van de SPD, CDU, Grüne, Die Linke en een lokale partij.

## Verkeer en vervoer

### Auto
Aan de zuidkant van Brackwede ligt de Autobahn 33, afrit 19 Bielefeld Zentrum. De A33 gaat vanuit hier richting Paderborn. Richting Osnabrück is de A33 in 2019 gereedgekomen.
Aan de westkant van Brackwede ligt de Bundesstraße 61. Deze gaat kaarsrecht van Gütersloh door Brackwede, kruist de A33 en loopt via de Ostwestfalendamm, parallel aan de spoorlijn, richting het centrum van Bielefeld. Aan de noordkant van Brackwede bevindt zich de Bundesstraße 68, die loopt via Halle richting Osnabrück.

### Openbaar vervoer

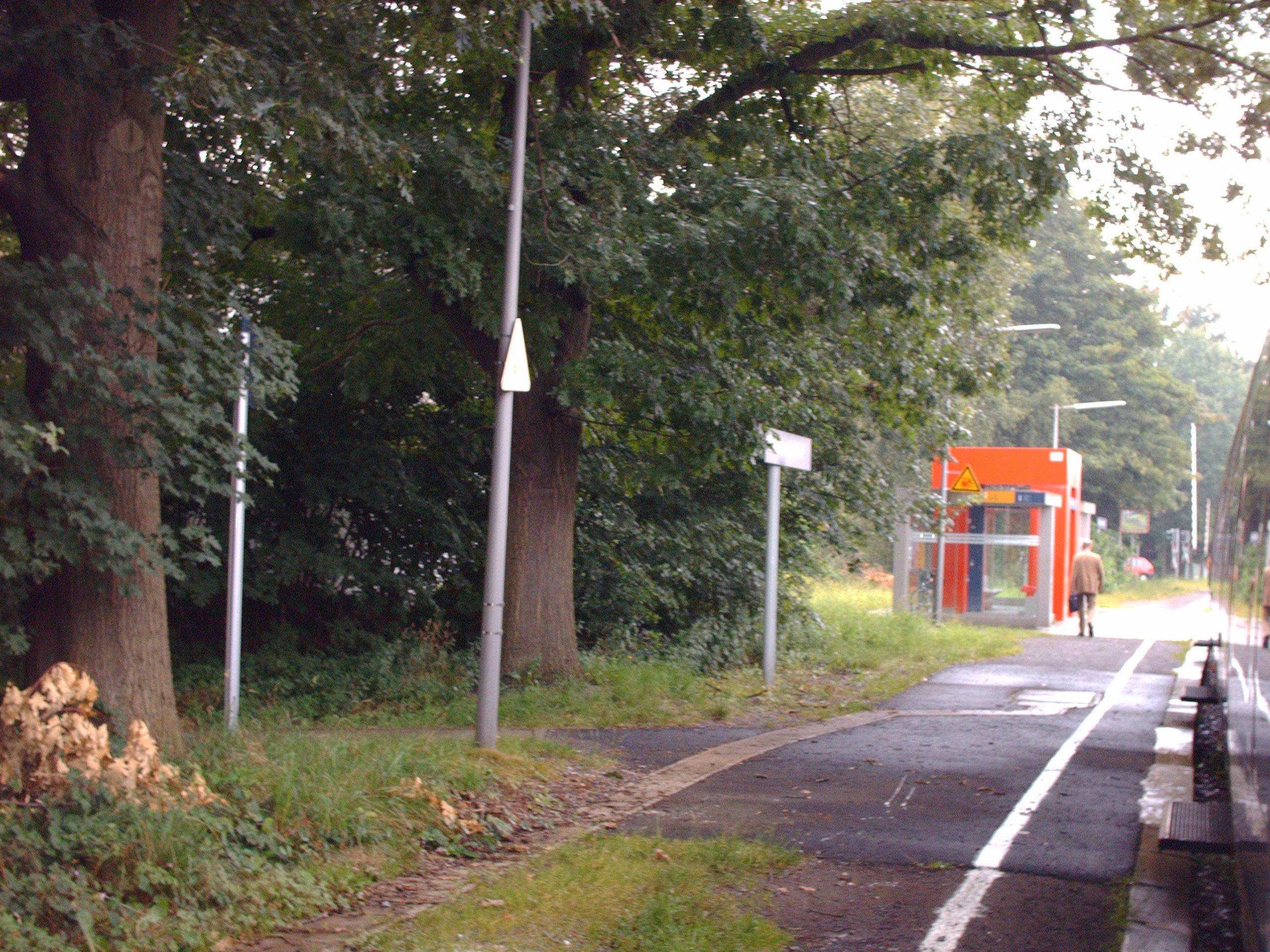
Voormalig station Brackwede Süd.jpg

Brackwede beschikt over een eigen treinstation: Station Brackwede. Het station wordt voornamelijk door regionale treinen bediend. Aan de zuidwestkant van het station splitsen de spoorlijnen in drie richtingen: Osnabrück, Hamm en Paderborn. Richting het noordoosten gaat de spoorlijn richting Bielefeld Hauptbahnhof.
Tot december 2011 beschikte Brackwede over een tweede station genaamd Brackwede Süd. Het station lag aan de spoorlijn richting Paderborn. Brackwede Süd sloot in december 2011 zodat gelijktijdig een ruime kilometer verderop het station Bielefeld-Senne in Senne geopend kon worden.
Het stadsdeel Brackwede beschikt over drie tramlijnen (1, 12 en 18) welke allemaal over dezelfde route door Brackwede heen rijden tussen Bielefeld en Senne.